# Justin O. Schmidt
Justin Orvel Schmidt (23. března 1947 Rhinelander, Wisconsin – 18. února 2023 Tucson, Arizona) byl americký entomolog, spoluautor knihy Insect Defenses: Adaptive Mechanisms and Strategies of Prey and Predators, autor knihy Sting of the Wild.
Ve své vědecké kariéře se věnoval včelám, v jednom článku dokonce se svou manželkou Li Schmidt, a obranným mechanismům (včetně chemických) blanokřídlých a pavoukovců. Zapojil se i do výzkumu u zákeřnic z čeledi Triatominae, přenášejících Chagasovu chorobu.
Největší známost mu ale přineslo vytvoření Schmidtovy stupnice bolestivosti žihadel, za kterou v roce 2015 získal Ig Nobelovu cenu za fyziologii a entomologii.